# Michael Basman
Michael John Basman (ur. 16 marca 1946 w Londynie, zm. 26 października 2022) – angielski szachista pochodzenia ormiańskiego, mistrz międzynarodowy od 1980 roku.

## Kariera szachowa
W drugiej połowie lat 60. należał do szerokiej czołówki angielskich szachistów. W 1968 r. reprezentował Anglię na szachowej olimpiadzie w Lugano, natomiast w latach 1965 - 1970 pięciokrotnie na drużynowych mistrzostwach świata studentów, zdobywając dwa medale: srebrny (1970) i brązowy (1967). Wielokrotnie startował w mistrzostwach Wielkiej Brytanii, największy sukces odnosząc w 1973 r. w Eastbourne, gdzie podzielił I m. wspólnie z Williamem Hartstonem (dogrywkę o złoty medal przegrał i zdobył tytuł wicemistrzowski).
Jeden z największych sukcesów międzynarodowych odniósł na przełomie 1966 i 1967 r, dzieląc III m. (za Michaiłem Botwinnikiem i Wolfgangiem Uhlmannem, wspólnie z Bojanem Kurajicą i Jurijem Bałaszowem, a przed m.in. Jonathanem Penrose, Henrique Meckingiem i Raymondem Keene) w słynnym turnieju w Hastings. Inny znaczący wynik uzyskał w 1980 r. w Ramat ha-Szaron, również dzieląc III m. (za Ivanem Moroviciem Fernandezem i Jakobem Murejem, wspólnie z Lwem Gutmanem i Jehudą Gruenfeldem, a przed m.in. Nathanem Birnboimem i Ja’irem Kraidmanem).
Najwyższy ranking w karierze osiągnął 1 lipca 1971 r., z wynikiem 2410 punktów zajmował wówczas 5. miejsce wśród angielskich szachistów. Od 2000 r. nie uczestniczy w turniejach klasyfikowanych przez Międzynarodową Federację Szachową.
W szachowym środowisku znany był przede wszystkim z powodu stosowania wyjątkowo rzadkich debiutów, m.in. obrony manchesterskiej (znanej również jako obrony St.George, a powstającej po posunięciach 1.e4 a6), ataku Groba (1.g4) czy też otwarcia Clemenza (1.h3). Tym debiutom poświęcił wydane w latach 80. dwie książki: Play the St. George Defence (1982, ISBN 0-08-029718-8) oraz The Killer Grob (1989, ISBN 0-08-037131-0).